# E109 (trasa europejska)
E109 – byłe oznaczenie drogi międzynarodowej w Europie w latach 1968–1983, przebiegającej na obszarze Anglii.
Droga E109 miała ustalony przebieg Hull – Leeds – Manchester – Liverpool oraz łączyła się z trasami E31, E33 i E106.
Oznaczenie to obowiązywało do początku lat 80., kiedy wprowadzono nowy system numeracji tras europejskich. Od tamtej pory numer E109 pozostaje nieużywany.

## Historyczny przebieg E109
Lista dróg opracowana na podstawie materiału źródłowego
| Wielka Brytania | - droga A63: Hull – Leeds - droga A58: Leeds – Liverpool |